# Helmut Krebs (Tourismusdirektor)
Helmut Krebs (* 10. Dezember 1924 in Wien; † 12. Mai 1997 in Wien-Döbling) war ein Beamter der Wiener Stadtverwaltung und in der Öffentlichkeitsarbeit für die Stadt Wien sowie als Tourismusdirektor für den Tourismus nach Wien tätig.

## Leben
Helmut Krebs studierte nach seinem Kriegsdienst in der Wehrmacht an der Universität Wien Publizistik und Anglistik und wurde 1954 mit einer Dissertation über Karl Kraus zum Dr. phil. promoviert. Während seines Studiums befreundete er sich mit dem bei den sozialistischen Studenten aktiven späteren Wiener Bürgermeister Leopold Gratz.

### Tätigkeit im Magistrat
Im gleichen Jahr trat er unter Bürgermeister Franz Jonas in den Dienst der Stadt Wien und war vorerst im Referat für Sonderaufgaben der Stadtbaudirektion Wien tätig, das für die Öffentlichkeitsarbeit zu den zahlreichen Bauvorhaben der Stadtverwaltung und zur Stadtplanung zuständig war. Diese wurde, als 1958 Baustadtrat Kurt Heller und Stadtplaner Roland Rainer ihr Amt antraten (Mundpropaganda: In Wien wird es heller und rainer), wesentlich forciert. Zum Aufgabenbereich des Referates zählte auch, mit Ausstellungen im Ausland auf die Aufwärtsentwicklung Wiens nach dem Zweiten Weltkrieg hinzuweisen.
Dem Aufgabenbereich des Wiederaufbaus nach den Kriegszerstörungen entsprechend, wurde die vom Stadtbauamt herausgegebene Monatszeitschrift der aufbau genannt. Krebs hatte die redaktionelle Koordination der Expertenbeiträge zu übernehmen. Neben der Zeitschrift publizierte das Amt auch zahlreiche Broschüren, in denen Bauvorhaben nach Sparten getrennt (Wohnbau, Straßenbau, Schulbau usw.) dokumentiert wurden.
Als Nachfolger von Rudolf Boeck, der seit 1946 amtiert hatte, wurde Krebs 1964 zum Leiter des Referates für Sonderaufgaben ernannt. In seinen Kontakten mit deutschen Stadtverwaltungen wurde er darauf aufmerksam, dass dort die kommunale Öffentlichkeitsarbeit häufig in „Presse- und Informationsdienst“ genannten Dienststellen abgewickelt wurde, wo Medienarbeit und die Bürger direkt erreichende PR-Arbeit unter ressortübergreifender Leitung abgewickelt wurden. Er schlug daher Mitte der 1960er Jahre unter Bürgermeister Bruno Marek vor, die zur Magistratsdirektion der Stadt Wien gehörige Pressestelle mit dem Referat für Sonderaufgaben der Baudirektion zum Presse- und Informationsdienst der Stadt Wien auszubauen.
Der Vorschlag wurde im Sommer 1967 realisiert. Als Leiter der neuen Dienststelle der Magistratsdirektion wurde der bisherige Leiter der Pressestelle, Chefredakteur Wilhelm Adametz, bestellt, Stellvertreter wurde Helmut Krebs. 1968 konnte der „PID“ Räume im 4. Stock des aufgestockten „Forum-Kinos“ (1., Rathausstraße 1)  beziehen.
Der seit 1967 jährlich veranstaltete „Tag der offenen Tür“ der Wiener Stadtverwaltung und übernommene Ombudsmannfunktionen zu kommunalen Belangen wirkten sich ebenso wie die im Eingangsbereich Friedrich-Schmidt-Platz des Wiener Rathauses eingerichtete zentrale Auskunftsstelle namens „Rathausinformation“, später „Stadtinformation“, positiv aus.
1968 veranstaltete der „PID“ zum 50. Jahrestag der Ausrufung der Republik vom Tag der offenen Tür am 5. Oktober an unter Krebs’ Regie in der Volkshalle und im Arkadenhof des Rathauses die interaktive „Wiener Jubiläumsausstellung 1968“, für die ein temporäres Gebäude, „Diaskop“ genannt, errichtet wurde.  Dort wurde unter anderem das ab 1972 realisierte Projekt Neue Donau (bautechnisch: Entlastungsgerinne) mit Donauinsel präsentiert.

### Fremdenverkehrsdirektor
Auf Einladung von Vizebürgermeisterin und Kulturstadträtin Gertrude Fröhlich-Sandner, der Präsidentin des Fremdenverkehrsverbandes für Wien, trat Krebs unter Bürgermeister Felix Slavik am 1. Jänner 1973 die Nachfolge von Walter Minarz als Geschäftsführer des Verbandes (alter Titel: Generalsekretär; neuer Titel: Landesfremdenverkehrsdirektor) an. Im gleichen Jahr wurde sein Freund Leopold Gratz (bis 1984) Bürgermeister. Krebs blieb unter Fröhlich-Sandners am 18. Dezember 1984 gewähltem Nachfolger Hans Mayr im Amt.
1974 veranstaltete der Wiener Fremdenverkehrsverband unter Krebs’ Leitung in Zusammenarbeit mit der Bundeswirtschaftskammer in São Paulo, Brasilien, die Ausstellung Viena Gloriosa, Austria Creativa, für die sich der emigrierte Österreicher Otto Heller (Generalkonsul) eingesetzt hatte. (Aus Brasilien kamen in den 1950er Jahren Initiativen für den österreichischen Staatsvertrag, der die Besatzungszeit beendete.) Es folgten weitere gemeinsame Auftritte in Übersee.
Zur stärkeren Interessenvertretung der Städte im gesamtösterreichischen Tourismusmarketing gründete Krebs 1978 die Arbeitsgemeinschaft Städtetourismus der Landeshauptstädte und der Bundeshauptstadt („ArGe Städte“). Gemeinsame Werbekampagnen wurden von Wien, Salzburg, Innsbruck und dem Flughafen Wien 1986 / 1987 in den Vereinigten Staaten durchgeführt, mit Salzburg weltweit zum Mozartjahr 1991.
Krebs gelang es auf Grund sehr guter Kontakte zu Spitzenpolitikern der Stadt Wien, Aufgabengebiet und Budget des Verbandes sukzessive wesentlich zu erweitern und für die Steigerung des Tourismus nach Wien aktiv zu arbeiten. Aus dem „PID“ konnte er die Aufgabe, Ausstellungen der Stadtverwaltung im Ausland zu organisieren, in den Fremdenverkehrsverband „mitnehmen“. Regelmäßige „Wiener Fremdenverkehrskonferenzen“ dienten dazu, die Anliegen des Wirtschaftszweiges öffentlich zu machen. 1990, im ersten Jahr nach der Beseitigung des Eisernen Vorhangs, gelang der Wiener Tourismusbranche in der Amtszeit von Bürgermeister Helmut Zilk mit 7,5 Millionen Gästenächtigungen ein erst 1998 übertroffener Rekord.
Im April 1991 leitete Krebs die Übersiedlung seines Teams vom Bürohaus 9., Kinderspitalgasse 5, wo der Fremdenverkehrsverband seit Sommer 1973 seinen von Krebs ausgewählten Sitz hatte, ins Palais Grassalkovics, 2., Obere Augartenstraße 40 (wo der Verband dann bis Ende Juni 2014 tätig war). Am 1. Oktober 1991 gab Krebs, 67, sein Amt an Karl Seitlinger weiter, der am 26. Juni 1991 von der Fremdenverkehrskommission, dem Aufsichtsrat des Verbandes, auf Vorschlag von Mayr zum Nachfolger gewählt worden war. Krebs blieb bis zu seinem Tod Mitglied des Werbebeirats des Verbandes.

### Privatleben
Helmut Krebs war mit Edith Hüttl (8. Dezember 1924–17. Mai 2009) verheiratet. Sie dissertierte 1949 an der Universität Wien über die Frau in der österreichischen Sozialdemokratie und arbeitete jahrzehntelang in der Kammer für Arbeiter und Angestellte. Das Paar hatte eine Tochter, Nina Krebs, und besaß ein Sommerhaus in Steinbach am Attersee. Helmut Krebs starb am 12. Mai 1997 kurz nach der Rückkehr von einer Israelreise. An seiner Verabschiedung in der Feuerhalle Simmering am 21. Mai 1997 nahmen Gertrude Fröhlich-Sandner, Leopold Gratz und Hans Mayr teil. Das Grab der am 26. Mai 2009 bestatteten Edith Krebs befindet sich auf dem Baumgartner Friedhof in Wien; für Helmut Krebs scheint in der städtischen Grabstellensuche kein Eintrag auf.

## Eigene Werke
- Der Friedensgedanke in den Werken von Karl Kraus. Phil. Diss., Wien 1953, 152 Seiten
- Wohnungen für das Volk. In: Österreich, Land im Aufstieg. Hrsg. von Robert Stern, Wien 1955, S. 184 ff. (siehe Stichwort Gemeindebau)
- Neue Kindergärten der Stadt Wien. Hrsg. Wiener Stadtbauamt. Verlag für Jugend und Volk, Wien 1956, 154 Seiten
- Soziales Grün in Wien. Hrsg. Stadtbauamt Wien, 2. Auflage, Wien 1957, 95 Seiten
- Jugendgästehaus Hütteldorf, Helmut Krebs (Red.), Hrsg. Stadtbauamtsdirektion Wien, Verlag für Jugend und Volk, Wien 1958 (Entwurf des Hauses: Fred Freyler)
- Franz Glück, Helmut Krebs: Historisches Museum der Stadt Wien, Verlag für Jugend und Volk, Wien 1959 (erschienen zur Eröffnung des Neubaus des Wien Museums auf dem Karlsplatz)
- Der soziale Wohnungsbau der Stadt Wien. Hrsg. Wiener Stadtbauamt. Buchreihe Der Aufbau, Heft 32. Wien 1956, 187 Seiten (mit Listen aller Bauten 1919–1955)
- Die Wiener Stadthalle, Hrsg. Stadtbauamtsdirektion Wien, Verlag für Jugend und Volk, Wien 1958
- Sonderschule der Stadt Wien für körperbehinderte Kinder: 18. Bezirk, Währinger Strasse 173–181, Verlag für Jugend und Volk, Wien 1959, 1960, 43 Seiten
- Mit Franz Stadlmann und Richard Kurfürst-West: Das neue Wien. Eine Stadt mit Gewissen. Illustriert von Rudolf Angerer. Verlag für Jugend und Volk, Wien 1960, 1962, 170 S.
- Der Wiener Blindengarten, Wien 1960 (siehe Stichwort Wertheimsteinpark)
- Neubau Allgemeines Krankenhaus (Universitätskliniken), Hrsg. Wiener Stadtbauamt, Sonderdruck aus Heft 6 / 7 der Zeitschrift Der Aufbau, Wien 1966
- Internationales Zentrum Wien (VIC). Vienna International Centre, Helmut Krebs (Red.), Jugend und Volk, Wien 1979

## Ehrungen
- Großes Silbernes Ehrenzeichen für Verdienste um das Land Wien, 25. September 1991